# Estadio Hidalgo
Het Estadio Hidalgo is een multifunctioneel stadion in Pachuca, een stad in Mexico. In het stadion is plaats voor 25.000 toeschouwers.
Volledige naam van het stadion is Estadio Miguel Hidalgo, maar kortweg Estadio Hidalgo. De bijnaam van het stadion is 'El Huracán'. Het stadion is vernoemd naar Miguel Hidalgo (1753–1811), Mexicaanse priester die de Mexicaanse Onafhankelijkheidsoorlog in gang zette.
Dit stadion werd gebouwd om het oude stadion, Estadio Revolución Mexicana, te vervangen. De officiële opening vond plaats op 14 februari 1993. Bij de opening werd er een wedstrijd gespeeld tussen Pachuca en Pumas UNAM (0-1). Er vond in 2004 een renovatie plaats waarbij er een dak werd gebouwd boven de tribunes. Ook in 2011 waren er enkele renovaties.
Het stadion wordt vooral gebruikt voor voetbalwedstrijden, de voetbalclub CF Pachuca maakt gebruik van dit stadion. In 2011 werden er in dit stadion wedstrijden gespeeld tijdens het wereldkampioenschap voetbal onder 17. In dit stadion werden 6 groepswedstrijden, 2 achtste finales en een kwartfinale gespeeld.